# رومالد لاكازيت
رومالد لاكازيت (بالفرنسية: Romuald Lacazette)‏ هو لاعب كرة قدم فرنسي في مركز الوسط، ولد في 3 يناير 1994 في باريس في فرنسا. لعب مع ميونخ 1860.

## وصلات خارجية
- رومالد لاكازيت على موقع قاعدة بيانات كرة القدم.إي يو (الإنجليزية)
- رومالد لاكازيت على موقع ليكيب (الفرنسية)
- رومالد لاكازيت على موقع Soccerway.com (الإنجليزية)
- رومالد لاكازيت على موقع عالم كرة القدم.نت (الإنجليزية)
- رومالد لاكازيت على موقع AS.com (الإسبانية)